# Mycoplasma mycoides
A Mycoplasma mycoides é uma espécie de bactéria.